# Пещеры Велебита

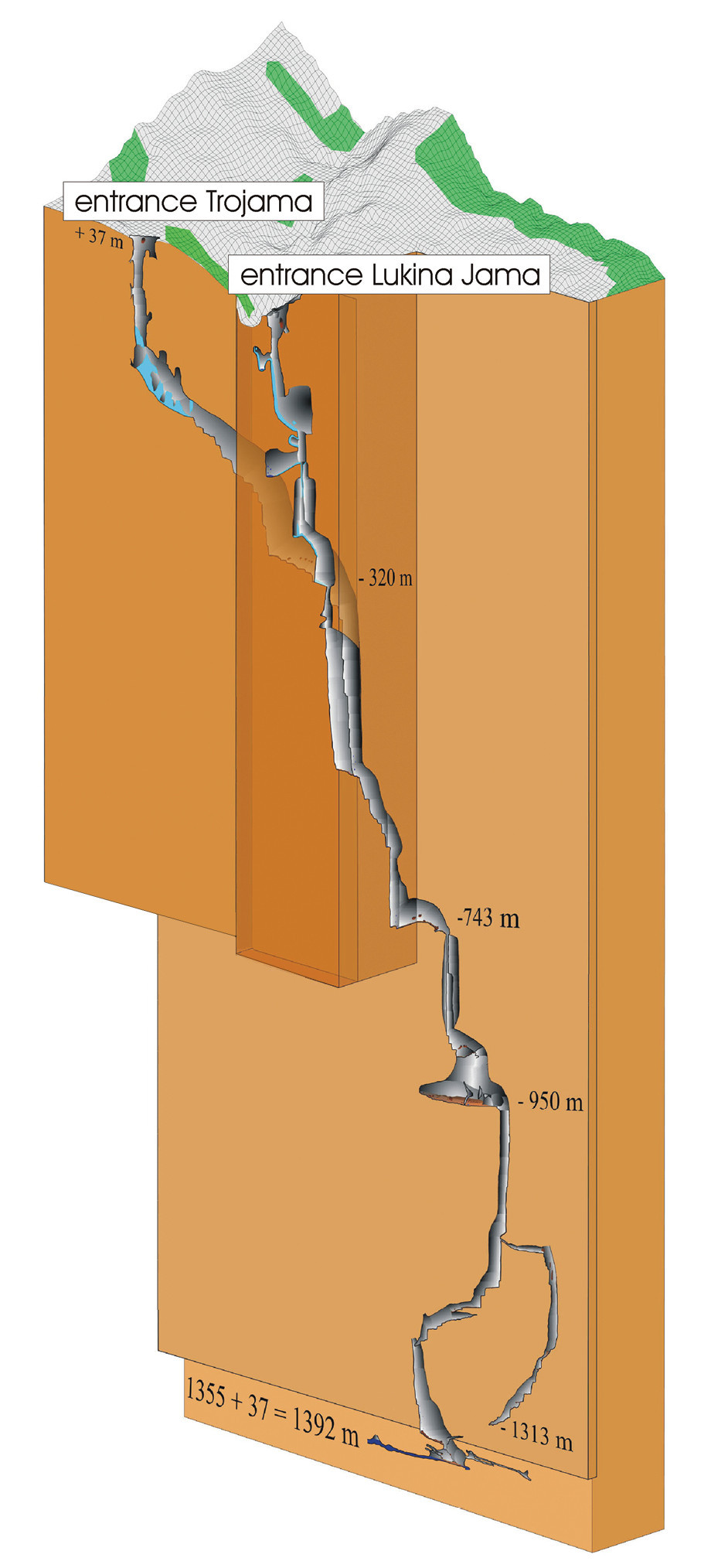
Пещерная система Лукина яма — Трояма. Схема 3D-сечения системы.

Пещеры Велебита (англ. Velebit caves) — ряд глубоких карстовых пещер в горном массиве Велебит, Хорватия.
Лукина яма — пещера глубиной в 1431 метр, самая глубокая пещера в Хорватии, 16-я по глубине пещера в мире и самая глубокая пещера в Юго-Восточной Европе. На дне пещеры, в подземных озёрах и ручьях, обитает крупнейшая известная колония подземных пиявок Erpobdella mestrovi, которые, как было установлено, являются представителями нового вида, рода и семейства. К другим видам, которые были обнаружены в пещере, относятся сухопутные улитки Zospeum tholussum. В пещерах хребта Велебит в Хорватии водятся странные пиявки Croatobranchus mestrovi. Они населяют озёра с ледяной водой на дне самых глубоких шахт. По бокам тел пиявок расположены выросты, напоминающие ноги, а ротовые отверстия окружают щупальца. Точно неизвестно, что они едят, поскольку, кроме пиявок, в ледяных озёрах никто не живёт. Ещё в пещерах Велебита обнаружены комары-звонцы Troglocladius hajdi.
К другим примечательным пещерам относятся Недам (-1335 м), Словацка яма (-1320 м), Пещерная система Велебита (-1026 м), Медуза (-679 м). Все перечисленные пещеры находятся в национальном парке «Северный Велебит». В пещерах Велебита имеется ряд чрезвычайно глубоких (более 500 м) колодцев, в том числе третий в мире колодец Patkov Gušt с глубиной 553 м свободного падения, названный в честь скончавшегося хорватского спелеолога.